# 旧石器时代中期
旧石器时代中期是欧洲、非洲和亚洲人类历史中旧石器时代的第二个阶段，时间跨度大约是从30万年前起至3万年前的这一段时间。在此期间尼安德特人在欧洲蓬勃发展，而现代人在大约19.5万年前出现。

## 外部連結
- （英文） Zdeněk Burian - Middle Paleolithic large color images （页面存档备份，存于）.